# Tony Jones (Musiker)
Anthony „Tony“ Jones (* um 1963) ist ein US-amerikanischer Jazzmusiker (Tenorsaxophon, Komposition).

## Leben und Wirken
Jones, der an der Berkeley High School und im UC Berkeley’s Young Musicians Program ausgebildet wurde, arbeitete seit seinem 14. Lebensjahr mit Peter Apfelbaum in verschiedenen, häufig kollaborativen Bands zusammen, darunter der Berkeley Free Jazz Unit, dem Hieroglyphics Ensemble, dem Peter Apfelbaum Sextett und im New York Hieroglyphics Ensemble. Weiterhin spielt er seit mehr als 20 Jahren im Quartett seiner Frau Jessica Jones; darüber hinaus war er an Aufnahmen und Auftritten von Joseph Jarman (auf dem Vision Festival 2002), Muhal Richard Abrams, Cecil Taylor, Idris Ackamoor und Don Cherry beteiligt und trat auf Jazzfestivals an der Ost- und Westküste der USA sowie in Deutschland und Frankreich auf. Im Bereich des Jazz war er laut Tom Lord zwischen 1979 und 2018 an 23 Aufnahmesessions beteiligt, u. a. auch im Josh Jones Jazz Ensemble und mit Chris Chalfant.
Mit Kenny Wollesen und Charles Burnham legte Jones 2011 das Album Pitch, Rhythm, and Consciousness vor, mit Jessica Jones das Duoalbum Hearing Into the Future (2024).
Matt Marshall bezeichnete in All About Jazz Jones’ Saxophonspiel als „gleichzeitig weit offen wie zeitlos“.